# 天主教伊桑吉教區
天主教伊桑吉教區（拉丁語：Dioecesis Isangiensis）是剛果民主共和國一個羅馬天主教教區，屬基桑加尼總教區。

## 歷史
教區前身是一個宗座監牧區，成立於1951年6月14日，1962年7月2日升為教區。1970年3月23日易名至今。

## 現況
教區位於東方省西南部，2006年有教友100,881人（佔轄區總人口1.4%）、十個堂區、十三名司鐸。目前教區主教席位處於出缺狀態。